# Sillisit
Sillisit è un villaggio della Groenlandia di 3 abitanti (gennaio 2005). Si trova a 61°04'N 45°33'O; appartiene al comune di Kujalleq.